# Legend of Wacken
Legend of Wacken ist eine deutsche Miniserie, die am 7. Juli 2023 auf RTL+ veröffentlicht wurde.

## Handlung
Die Serie zeigt die teilweise fiktiven Ereignisse um das Wacken Open Air seit dem Beginn am Ende der 1980er-Jahre.

## Hintergrund
Die Miniserie wurde vom 1. August 2022 bis zum 11. November 2022 gedreht. Die Premiere fand am 24. Juni 2023 beim Filmfest München statt.

## Kritiken
„Das meiste wird in Rückblenden erzählt, deutsche Geschichte, Kohl regiert, die Bilder schauen manchmal aus wie mit Super 8 gefilmt. […] Die Serie ist auch eine Hommage an eine Musik, die eher unverzärtelt daherkommt. Aber offenbar glücklich macht. […] Der Rest ist liebenswerte Unterhaltung und der Sound einer Jugend.“